# Sete grandes casas do Irã
As sete grandes casas do Irã, também conhecidas como os sete clãs partas, eram sete famílias aristocracias feudais de origem parta, que eram aliadas da dinastia reinante do Império Sassânida. Desempenharam papel ativo na política iraniana desde os dias do Império Parta e continuaram a exercer influência sobre os sassânidas. Apenas duas das sete – a Casa de Surena e a Casa de Carano – no entanto, são realmente atestadas em fontes datadas do período parta. Alegaram ter sido confirmadas como senhores no Irã pelo lendário rei caiânida Histaspes. De acordo com V. G. Lukonin, é possível que os membros destas casas forjaram suas próprias genealogias para enfatizar a Antiguidade de seus clãs. Barã Chobim, um famoso comandante militar de Hormisda IV (r. 579–590), era da Casa de Mirranes.
Eram elas:
- Ispabudã, de Gurgã;[5]
- Varazes, do Coração Oriental;
- Carano, de Niavende;[5]
- Mirranes, de Rai;[6]
- Esfendadates, de Rai;[7]
- Zecas, de Adurbadagã;
- Surena, do Sacastão;[5]